# Кичмайский сельский округ
Кичма́йский се́льский о́круг — административно-территориальная единица в Лазаревском районе города Сочи (муниципального образования город-курорт Сочи) в Краснодарском крае.
Объединяет территории и населённые пункты района, находящиеся за городской чертой в среднем течении реки Шахе, а также рек Чухукт, Чемитоквадже и Годлих.
Административный центр — аул Большой Кичмай.

## География
Административно-территориальная единица расположена в центральной части Лазаревского района города-курорта Сочи.
В состав сельского округа входят пять населённых пункта. Сельский округ является третьей по величине площади, административной единицей Лазаревского района. 
Граничит с землями административно-территориальных единиц: Кировский сельский округ на северо-западе, Солохаульский сельский округ на востоке, Верхнелооский сельский округ на юго-востоке, а также с городскими микрорайонами города Сочи на западе. На востоке земли округа ограничены Главным Кавказским хребтом.
Сельский округ расположен в предгорной и горной зонах Большого Сочи. Рельеф местности представляет собой в основном сильно расчленённую горную местность с густым лесным покровом, возвышающаяся с запада на восток. Средние высоты составляют около 845 метров над уровнем моря. Наивысшей точкой на территории сельского округа является гора Аутль (1855,7) на границе с Солохаульским сельским округом.
Гидрографическая сеть представлена бассейнами рек Шахе, Чухукт, Чемитоквадже, Годлих и их многочисленными притоками. Кроме того много речек берущих начало с прибрежных хребтов, несут свои воды напрямую в Чёрное море. Местность также богата пресными и различными минеральными источниками.
Климат в округе в основном субтропический, и характеризуется тёплым летом и прохладной малоснежной зимой. С удалением от моря возвышается континентальность климата. Среднегодовая температура воздуха составляет около +14,5°С и колеблется от средних +5,5°С в январе до +23,5°С в июле. Среднее количество осадков в год составляет около 1400 мм. В зависимости от северного склона Главного Кавказского хребта, на южном склоне основное количество осадков выпадает в зимний период.

## История
После упразднения Лазаревского района Краснодарского края 10 февраля 1961 года, решением КИК от 7 апреля 1961 года Кичмайский сельский совет был переподчинён Лазаревскому району города Сочи. В состав сельского совета были включены аулы расположенные в среднем течении реки Шахе, а также сёла расположенные в долинах рек Чухукт, Чемитоквадже и Годлих. В состав сельского сельсовета также была включена долина реки Хаджуко (крупнейшего притока реки Псезуапсе).
С 7 декабря 1962 года по 30 декабря 1964 года Кичмайский сельский Совет числился в составе Туапсинского района. Затем возвращён в подчинение Лазаревского района города Сочи.
В 1992 году Кичмайский сельский Совет реорганизован и преобразован в Кичмайский сельский округ.
Современные границы Кичмайского сельского округа установлены согласно закону от 1995 года.

## Население
| 2002 | 2010  |
| ---- | ----- |
| 1749 | ↗1820 |

### Национальный состав
По данным Всероссийской переписи населения 2010 года:
| Народ           | Численность, чел. | Доля от всего населения, % |
| --------------- | ----------------- | -------------------------- |
| адыги (черкесы) | 785               | 43,1 %                     |
| армяне          | 651               | 35,8 %                     |
| русские         | 284               | 15,6 %                     |
| другие          | 100               | 5,5 %                      |
| всего           | 1 820             | 100 %                      |

## Населённые пункты
В состав сельского округа входят 5 населённых пунктов:
| № | Населённый пункт | Тип нп | Население (чел.) | Доля (%) |
| - | ---------------- | ------ | ---------------- | -------- |
| 1 | Большой Кичмай   | аул    | ↗724             | 39,8 %   |
| 2 | Волконка         | село   | ↗467             | 25,7 %   |
| 3 | Зубова Щель      | село   | ↘253             | 13,9 %   |
| 4 | Каткова Щель     | село   | ↗171             | 9,3 %    |
| 5 | Малый Кичмай     | аул    | ↘205             | 11,3 %   |

## Администрация округа
Адрес администрации Кичмайского сельского округа: 354202, г. Сочи, аул Большой Кичмай, ул. Ачмизова, 58 «а».
Глава администрации сельского округа:
- Сизо Мурат Рамазанович

## Экономика
Главную роль в экономике сельского округа играют сельское хозяйство и туризм.
В сельском округе расположены множество садоводческих хозяйств, выращивающих различные фруктовые субтропические культуры. Также большое развитие получили виноградорство и пчеловодство. В долине реки Шахе разбиты чайные плантации.
В сфере туризма наибольшее развитие получили различные туристические маршруты ведущие от побережья до Главного Кавказского хребта. В верховьях рек расположены различные водопады и пороги, привлекающих внимания туристов.
К часто посещаемым объектам также относятся сохранившиеся древние дольмены и этнографические музеи расположены в черкесских аулах.

## Галерея
- Этнографический музей-усадьба в ауле Ахинтам
- На «33 Водопадах»
- Чайные плантации в сельском округе
- Долина реки Шахе в нижнем течении
- Сплошные субтропические леса округа